# گل کره‌ای (سرده)
گل کره‌ای (نام علمی: Trollius) نام یک سرده از تیره آلالگان است.

## نگارخانه

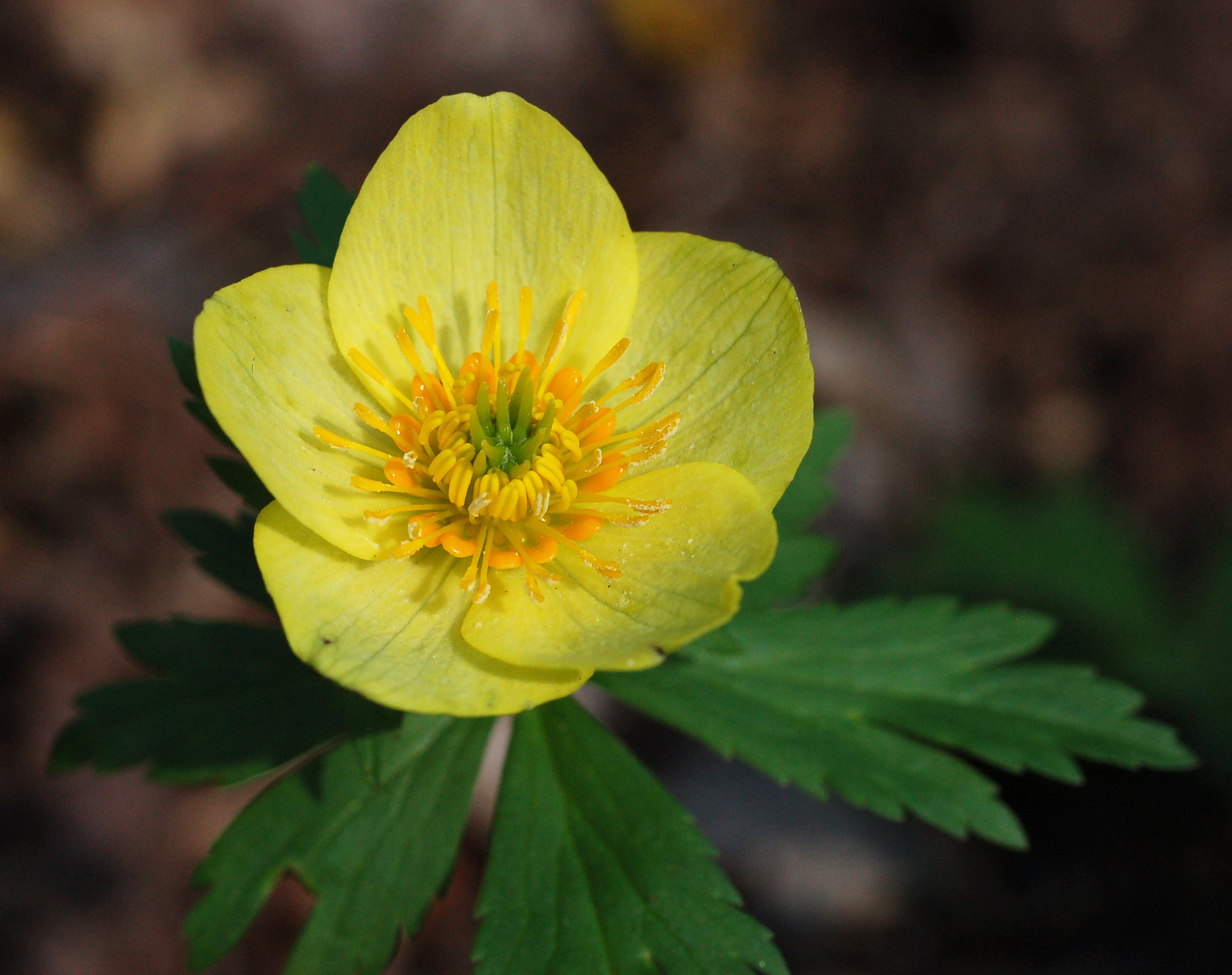
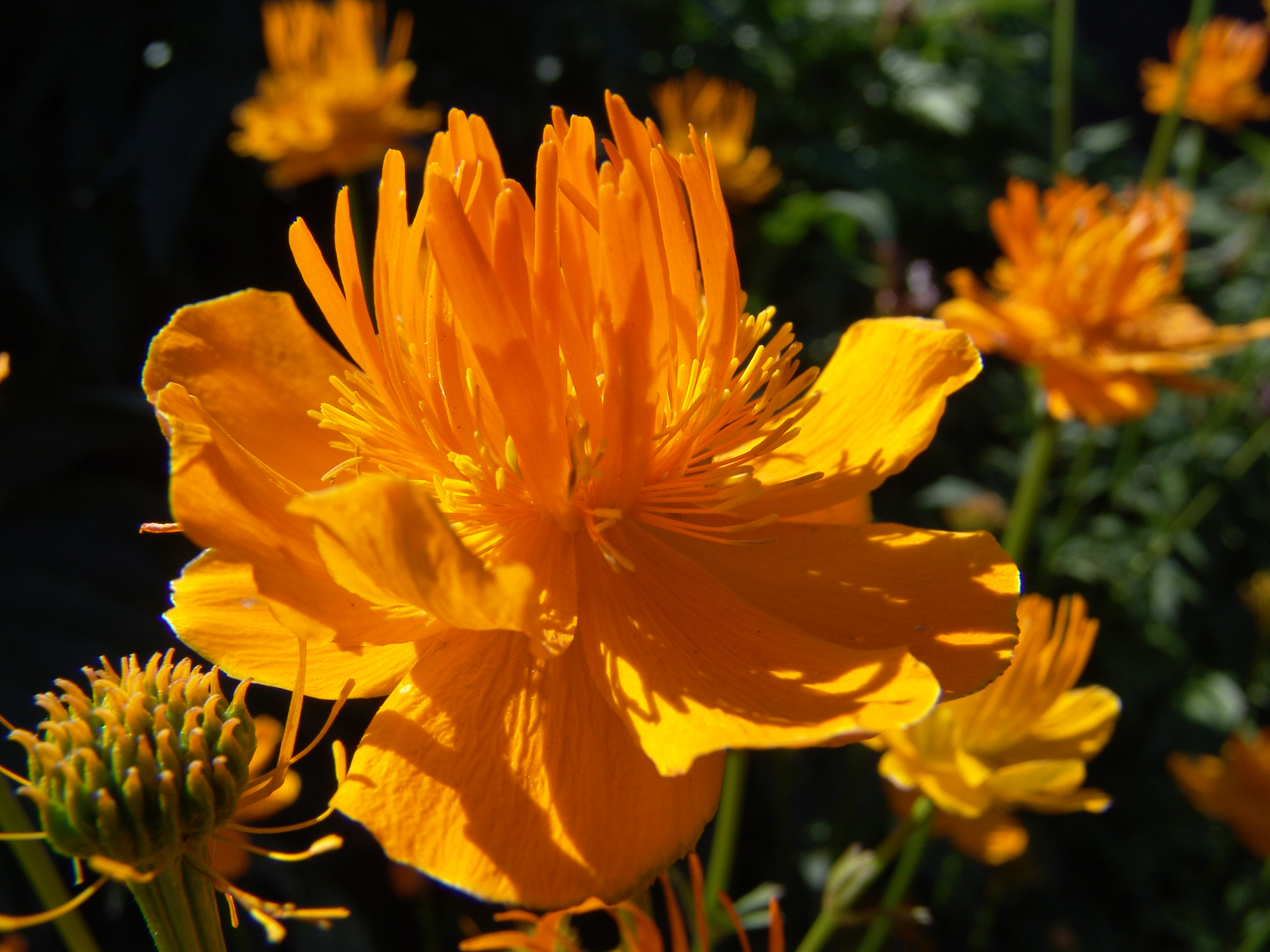